# Martina Krogmann

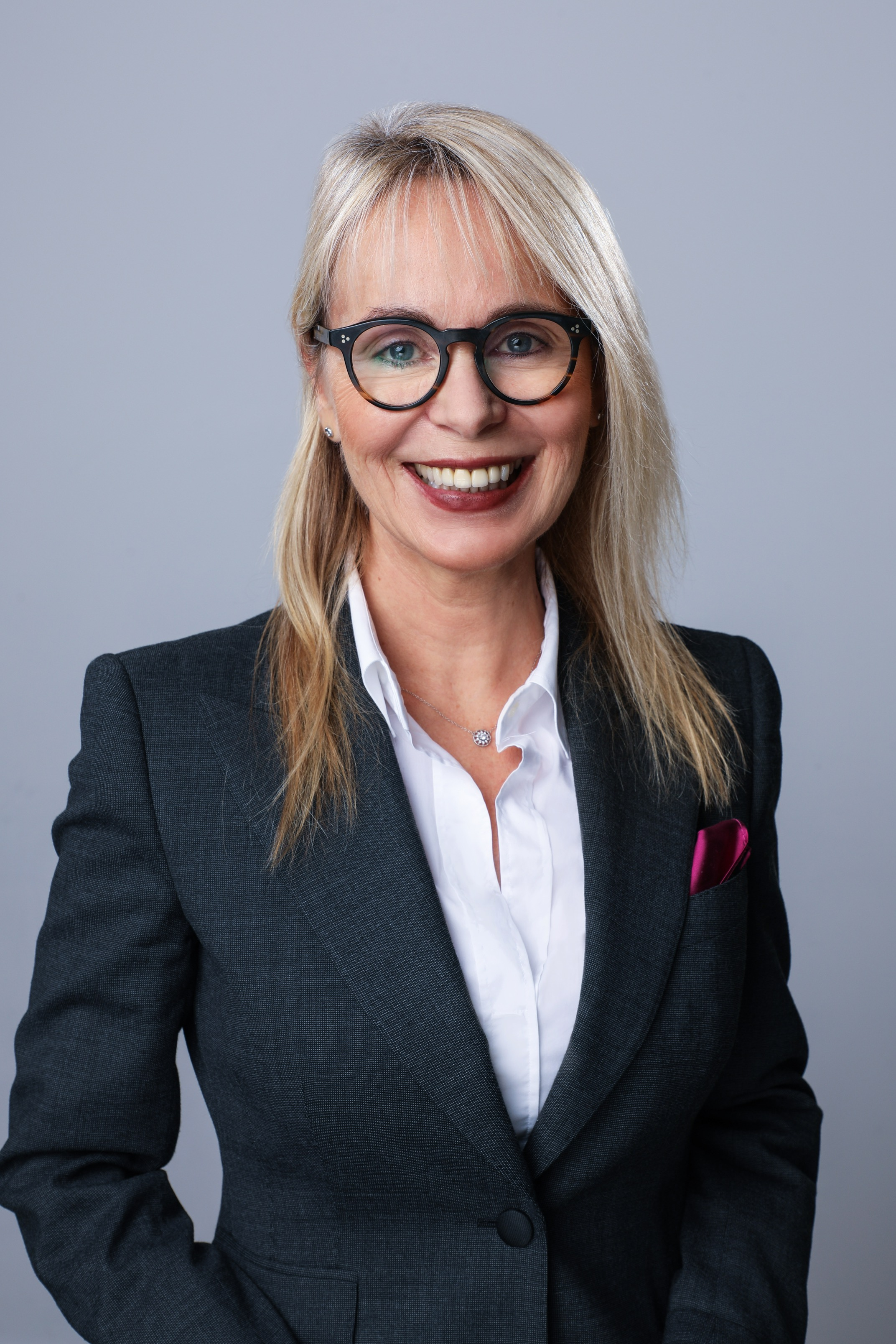
Martina Krogmann (2017)

Martina Krogmann (* 10. Juli 1964 in Hannover) ist eine deutsche Politikerin (CDU) und Unternehmensberaterin. Vom 1. April 2010 bis zum 19. Februar 2013 war sie im Rang einer Staatssekretärin Bevollmächtigte und Leiterin der Vertretung des Landes Niedersachsen beim Bund in Berlin. Zuvor war sie von 1998 bis 2010 Mitglied des Deutschen Bundestages. 2013 gründete sie die ipc Unternehmensberatung und ist bis heute in verschiedenen Unternehmen in der politischen Strategieberatung tätig.

## Leben und Beruf
Nach dem Abitur 1983 an der Wilhelm-Raabe-Schule in Hannover besuchte sie zunächst das Kalamazoo College in Michigan, USA, und absolvierte anschließend von 1985 bis 1987 eine Ausbildung zur Redakteurin beim Axel-Springer-Verlag. Danach folgte ein Studium der Politikwissenschaft an der Hochschule für Politik München und der Volkswirtschaftslehre an der Ludwig-Maximilians-Universität München und der Universität Florenz. Nach dem Diplom 1992 erhielt sie ein Forschungsstipendium der Volkswagen-Stiftung an der Arbeitsstelle „Transatlantische Außen- und Sicherheitspolitik“ der Freien Universität Berlin. Während des Stipendiums war sie 1995 als Forschungsassistentin am Center for International and Security Studies (CISSM) an der University of Maryland tätig. Nach der Promotion zur Dr. phil. bei Helga Haftendorn 1996 arbeitete sie als Politik- und Wirtschaftsreferentin beim Generalkonsulat der Vereinigten Staaten von Amerika in Hamburg. Nach der Beendigung ihrer politischen Karriere und einem sechsmonatigen Forschungsaufenthalt an der Columbia University in New York City ist Krogmann seit August 2013 Geschäftsführerin der ipc Unternehmensberatung GmbH mit Sitz in Berlin. Seit dem 1. Oktober 2014 ist sie Partnerin bei der Unternehmensberatung „Gauly-Dittrich-van de Weyer“.
Martina Krogmann ist evangelisch und mit dem Journalisten Alfred Draxler, Chefredakteur von Sport Bild, zuvor stellvertretender Chefredakteur der Bild-Zeitung, verheiratet.

## Partei
Sie gehört der CDU seit 1997 an und war von 1998 bis 2008 unter dem Vorsitz von Christian Wulff stellvertretende Landesvorsitzende der CDU in Niedersachsen. Von 2002 bis 2006 war sie Mitglied im Vorstand der Europäischen Volkspartei (EVP). Von 2005 bis 2010 war sie Kreisvorsitzende der CDU-Mittelstandsvereinigung (MIT) in Stade.

## Abgeordnete
Von 1998 bis 2010 war Martina Krogmann Mitglied des Deutschen Bundestages und gehörte dem Wirtschaftsausschuss an. 1999 wurde sie Internet-Beauftragte, 2002 Sprecherin für Neue Medien der CDU/CSU-Bundestagsfraktion. Vom 29. November 2005 bis zu ihrem Ausscheiden war sie Parlamentarische Geschäftsführerin und Mitglied im Vorstand der CDU/CSU-Bundestagsfraktion.
Martina Krogmann gilt als eine der Initiatoren der IT-Gipfel der Bundesregierung und gehörte der Arbeitsgruppe 1 „IKT-Standort Deutschland“ des Gipfelprozesses an. Darüber hinaus setzt sie sich seit Jahren für eine flächendeckende Breitbanderschließung ganz Deutschlands ein.
Martina Krogmann ist von 1998 bis 2005 stets über die Landesliste der CDU Niedersachsen in den Bundestag eingezogen. Bei der Bundestagswahl 1998 trat sie als Direktkandidatin im Wahlkreis 25 Stade – Rotenburg I an. Nach einem Neuzuschnitt des Wahlkreises kandidierte sie in den Jahren 2002 und 2005 im Wahlkreis 31 Stade – Cuxhaven. Bei der Bundestagswahl 2009 trat sie als Direktkandidatin des neuen Wahlkreises 31 Stade I – Rotenburg II an. Auf der niedersächsischen CDU-Landesliste stand sie wie auch 2005 auf Listenplatz 3, jedoch gelang es ihr bei dieser Wahl erstmals, den Wahlkreis 31 direkt für sich zu entscheiden. Auf Grund ihres Wechsels als Staatssekretärin in die Landesvertretung Niedersachsens in Berlin schied sie zum 1. April 2010 aus dem Deutschen Bundestag aus. Für sie rückte Hans-Werner Kammer über die niedersächsische CDU-Landesliste nach.

## Politische Positionen

### Internetsperren
2009 unterstützte Krogmann die umstrittene Initiative von Familienministerin Ursula von der Leyen, Internetseiten zur Bekämpfung von Kinderpornografie zu sperren (vgl. Gesetz zur Bekämpfung der Kinderpornografie in Kommunikationsnetzen), ausdrücklich. Aus ihrer Sicht erschweren die leicht zu umgehenden Sperren den Zugang vor allem für „Zufallsnutzer“ von Kinderpornographie. Krogmann hatte zuvor mit Martin Dörmann (SPD) einen entsprechenden Arbeitsentwurf des Gesetzes ausgehandelt.
Im Zuge der Diskussion um die Sperrung in Webseiten in Nordrhein-Westfalen (2001) hatte Martina Krogmann das „populistische Vorgehen“ kritisiert, Inhalte im Internet durch die Sperrung von Webseiten bekämpfen zu wollen. Sie warnte davor, dass immer mehr „Ahnungslose auf den Vorstoß eines Einzelnen aufspringen“. Dies sei „absurd und schädlich“, würde sich aus „einem Medienbegriff der 70er“ speisen und „dem Internet und der Netzwirtschaft erhebliche Schäden zufügen“.

### Kasachstan
Im ersten Halbjahr 2009 verwendete Krogmann fälschlicherweise wiederholt Kasachstan gegenüber verschiedenen Medien als Beispiel für ein Land, das keinerlei Form von Ächtung von Kinderpornografie hat. So behauptete sie beispielsweise am 16. Juni 2009 in der Radiosendung heute Morgen bei radioeins des RBB:

„Uns geht es um die pornographischen Inhalte in Ländern, in denen Kinderpornographie eben nicht geächtet ist und auch nicht konsequent bestraft wird und deshalb auch nicht gelöscht wird. […] weil wir eben für Dinge, die auf einem Server beispielsweise in Kasachstan liegen, da haben wir keinen Zugriff drauf.“

Kinderpornographie war in Kasachstan spätestens seit dem 4. Juli 2001 verboten. Die Überwachung von Onlineaktivitäten wird dort generell sehr restriktiv gehandhabt.